# Lac Bréhat
 (juillet 2018).
Pour les articles homonymes, voir Bréhat (homonymie).
Le lac Bréhat est un plan d’eau douce à la tête de la rivière Eastmain, dans Eeyou Istchee Baie-James, dans la région administrative du Nord-du-Québec, dans la province de Québec, au Canada.
La route forestière la plus près est celle desservant la rive Sud de la Grande Rivière (sens Est-Ouest) pour atteindre le barrage du réservoir LG4. Cette route passe à 126,2 km au Nord du lac Bréhat.
La surface du lac Bréhat est habituellement gelée de la fin octobre au début mai, toutefois la circulation sécuritaire sur la glace se fait généralement de la mi-novembre à la fin d'avril.

## Géographie
Les principaux bassins versants voisins du lac Bréhat sont :
- côté nord : lac Naococane, lac Ango, lac Artigny, lac Sureau, la Grande Rivière ;
- côté est : lac de la Pointe, lac Giriar, lac des Taillis, rivière Otish, rivière Mouchalagane, lac Désilets, lac Vallard ;
- côté sud : rivière des Quatre-Temps, lac Jules-Léger, lac Confians, rivière Péribonka Est, rivière Carignan, rivière Savane, lac Plétipi, rivière aux Outardes, lac Maublant, rivière Boivin ;
- côté ouest : rivière Saffray, rivière Eastmain, ruisseau Léran, lac Fromont (rivière Eastmain), lac Hecla[1].

Situé au Nord-Ouest du lac Mistassini et au Sud du lac Naococane, le lac Bréhat est de nature difforme. Ce lac comporte une superficie de 14,3 km2, une longueur de 16,8 km, une largeur maximale de 6,6 km et une altitude de 554 m.
Le lac Bréhat comporte 56 îles, de nombreuses baies et presqu’îles. Les principales caractéristiques de ce lac sont (description selon le sens horaire à partir de l’embouchure) :
- une presqu’île rattachée à la rive Ouest par un isthme étroit, s’étirant sur 4,8 km vers l’Est, avec une largeur de 4,0 km couvrant une partie importante du lac. Cette presqu’île comporte plusieurs petits lacs et baies tout autour. Un détroit d’une centaine de mètres de large sépare cette presqu’île et la rive Est du lac, soit en face de l’embouchure de la rivière des Quatre-Temps ;
- la partie Nord du lac comporte une dizaine de baies et 28 îles ; cette partie reçoit au Nord-Est la décharge de plusieurs lacs non identifiés ;
- la partie Sud du lac comporte 28 îles et 11 baies, notamment une longue baie s’étirant sur 6,4 km vers le Sud-Ouest, laquelle reçoit la décharge des lacs Jules-Léger, Matoush et conflans[1].

L’embouchure du lac Bréhat est localisée au fond d’une baie de la rive Ouest du lac, soit à :
- 27,4 km au Nord-Ouest de la source de la rivière Péribonka ;
- 29 km au Sud du lac Naococane ;
- 186,4 km au Nord-Est du lac Mistassini ;
- 287 km au Nord-Est du réservoir de l'Eastmain 1 lequel est traversé par la rivière Eastmain ;
- 393 km au Nord-Est du réservoir Opinaca ;
- 380 km au Nord-Est du centre-ville de Chibougamau ;
- 524 km au Nord-Est de la confluence de la rivière Eastmain et de la baie James[1]

À partir de l’embouchure du lac Bréhat, la courant emprunte le cours de la rivière Eastmain laquelle coule sur 678,8 km généralement vers le Sud-Ouest, jusqu’à la rive Est de la baie James.

## Toponymie
Le terme "Bréhat" constitue un patronyme de famille d'origine française.
Le toponyme "lac Bréhat" a été officialisé le 5 décembre 1968 par la Commission de toponymie du Québec, soit à la création de la commission.